# 福岡県道788号藤田上官線
福岡県道788号藤田上官線（ふくおかけんどう788ごう ふじたじょうかんせん）は、福岡県大牟田市を通る一般県道である。

## 概要
大牟田市桜町から大牟田市上官町3丁目に至る。
起点から終点まで片側1車線が確保され、部分的に歩道も整備されているが、商店や住宅地が多く交通量は比較的多い。
　　

### 路線データ
- 起点：福岡県大牟田市桜町（福岡県道787号勝立三川線交点）
- 終点：福岡県大牟田市上官町3丁目（上官町3丁目交差点、福岡県道・熊本県道3号大牟田植木線交点）

## 路線状況

### 道路施設

#### 橋梁
- 駛馬橋（諏訪川、大牟田市）

## 地理

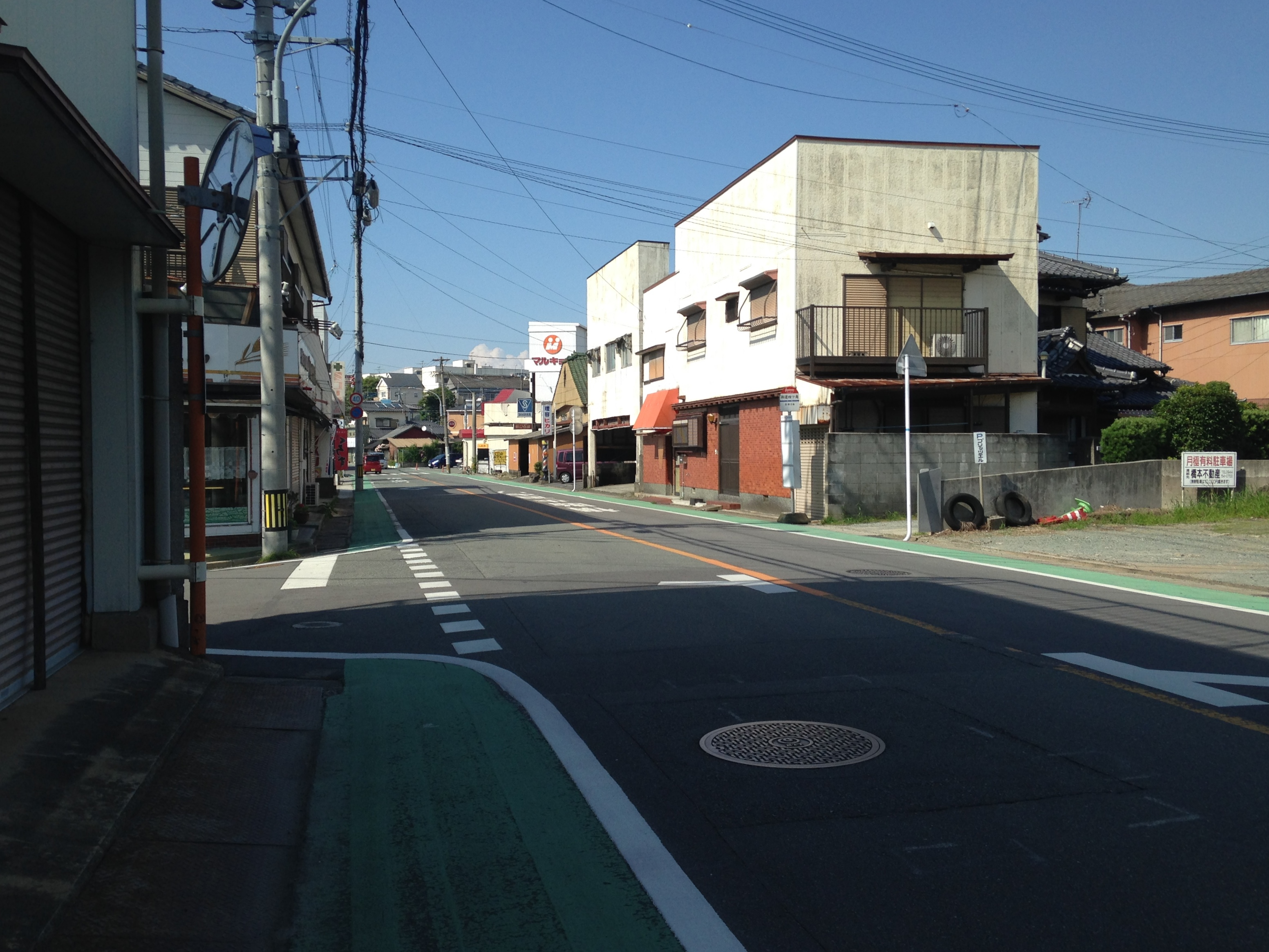
黄金町・福岡県道790号黄金不知火線起点付近から上官町方面を望む

### 通過する自治体
- 大牟田市

### 交差する道路
| 交差する道路                      | 交差する場所 | 交差する場所             |
| --------------------------------- | ------------ | ------------------------ |
| 福岡県道787号勝立三川線           | 桜町         | 起点                     |
| 福岡県道789号一部三川線           | 一部町       |                          |
| 福岡県道790号黄金不知火線         | 黄金町1丁目  |                          |
| 福岡県道・熊本県道3号大牟田植木線 | 上官町3丁目  | 上官町3丁目交差点 / 終点 |

### 沿線
- 大牟田市駛馬地区公民館
- 大牟田市立駛馬小学校
- 福岡県立三池工業高等学校
- 三井三池炭鉱旧宮原坑